# جوناس کارلز
جوناس کارلز (انگلیسی: Jonas Carls؛ زادهٔ ۲۵ مارس ۱۹۹۷) بازیکن فوتبال اهل آلمان است.
از باشگاه‌هایی که در آن بازی کرده‌است می‌توان به باشگاه فوتبال شالکه ۰۴ اشاره کرد.